# Bino (cantante)
Bino Arico, all'anagrafe Benedetto Arico (Contessa Entellina, 24 aprile 1953 – Palermo, 19 ottobre 2010), è stato un cantante italiano.

## Biografia

### Gli inizi e i successi
Benedetto Arico nacque in provincia di Palermo il 24 aprile 1954, figlio di un impresario edile e di una responsabile immobiliare. Dopo gli studi di architettura, motivo per cui era destinato a lavorare nell'azienda di famiglia, nel 1975 si trasferì in Germania. Per un periodo visse a Oldenburg, dove dapprima fu un venditore di gelati e occasionalmente cantante.
Nel 1978 arrivò ad Amburgo, luogo dove alcuni produttori decidono di dare una possibilità ad Arico, che prese a farsi chiamare Bino. Nello stesso anno egli registrò la canzone Mama Leone, prodotta da Drafi Deutscher, ma con testo di Arico. La canzone vendette più di venti milioni di copie nel mondo, oltre a rimanere nelle classifiche ufficiali del Belgio nella Ultratop, dei Paesi Bassi nella MegaCharts, della Germania nella Media Control Charts e dell'Austria e Svizzera, dove raggiunse la prima posizione. A seguire venne registrata dallo stesso cantante una versione in tedesco. Nel 1997 Bino rivelò di aver dedicato questa canzone a Madre Teresa.
Successivamente al suo primo singolo, di cui uscì anche un album omonimo, nel 1979 pubblicò una seconda canzone dal titolo Bambino sempre per l'etichetta Carrere, che entrò nella classifica austriaca.

### I successivi sviluppi
Negli anni 1980 e 1990 gestì vari pub a Oldenburg, dove vennero ospitati anche diversi cantanti. In questo periodo, Bino lavorò anche come produttore musicale.
Agli inizi degli anni 2000 si trasferì a Mallorca dove aprì un pub nella spiaggia di Camp de Mar. Nel 2003 venne messa in commercio una canzone dal titolo Buona Sera insieme a Drafi Deutscher, che non otterrà successo, nonostante l'inserimento in un album di Drafi. A Mallorca registrò il suo ultimo album discografico dal titolo Emozioni per l'etichetta tedesca Pingo Music, contenente alcuni successi italiani e una rivisitazione di Mama Leone.
Ritornato in seguito nella città natale, morì il 19 ottobre 2010.

## Discografia

### Album
- 1978 – Mama Leone (Carrere)
- 1979 – Bambino (Carrere)
- 1980 – Bino (Carrere)
- 1996 – Il Siciliano (Tonora)
- 2008 – Emozioni (Pingo Music)

### Singoli
- 1978 – Mama Leone (Carrere/Polydor Records)
- 1978 – Bambino (Carrere)
- 1979 – Maria (Carrere)
- 1980 – Maria (RCA Victor/RCA Italiana)
- 1980 – Angela che sarà (RCA Victor/RCA Italiana)
- 1981 – Porto Christo, addios (RCA Italiana/RCA Victor)
- 1982 – Bella tu (Polydor)
- 1983 – Buona Notte (Exit Records)
- 1984 – Mia Kalifornia (Teldec)
- 1985 – Angeli a Palermo (Galactica Records)
- 1985 – Viva l'amore (Ariola Records)
- 1990 – Italia, Italia (DA Records)
- 2003 – Buona Sera (La Dolce Vita feat. Bino & Drafi Deutscher) (DA Records)

### Compilation
- 1991 – Mama Leone